# Gennadij Ivanovič Voronov
Gennadij Ivanovič Voronov (in russo Геннадий Иванович Воронов?; Rameški, 31 agosto 1910, 13 agosto del calendario giuliano – Mosca, 1º aprile 1994) è stato un politico sovietico.

## Biografia
Nato nel Governatorato di Tver', fu membro del Partito Comunista di tutta l'Unione dal 1931. Studiò all'Istituto industriale Kirov di Tomsk dal 1932 al 1936 e nell'anno accademico successivo fu all'Istituto di marxismo-leninismo di Novosibirsk. A seguire ebbe ruoli dirigenziali nel partito in Siberia e nel 1952 fu eletto nel Comitato Centrale del PCUS, di cui avrebbe fatto parte fino al 1975. Tra il 1961 e il 1973 fu membro del Politburo (fino al 1966 Presidium del Comitato centrale), mentre dal 1962 al 1971 fu Presidente del Consiglio dei ministri della RSFS Russa.